# Un otoño pastoril
Un otoño pastoril es un cuadro acabado en 1749 por el eminente representante del movimiento rococó en Francia, el pintor François Boucher, autor de numerosas escenas de género, de las cuales forma parte este cuadro.

## La organización formal
Boucher ha elegido organizar cuidadosamente su cuadro. La parte inferior está consagrada a los personajes, los dos principales están en el centro: se trata de una pareja sentada. Están ante una fuente; el chico tiene sobre su pierna derecha una cesta que contiene racimos de uva, la chica también, sobre una especie de mantel. El tercero es un chiquillo que descansa sobre haces de trigo. Los personajes están rodeados por un perro y ovejas. Lo pastoral toma aquí dos sentidos : el relativo al pastor que guarda las ovejas y el que deriva y designa al campo en su conjunto.
La parte superior que constituye los dos tercios del cuadro forma el fondo de la escena. La fuente vertical, imponente, estructura el espacio. Está prolongada en altura por grandes árboles (¿robles ?), de los cuales no se ven las copas. Se distingue a izquierda un bosque denso, sombrío. A la derecha, la vista está despejada, aunque las nubes esconden los rayos del sol.
La ausencia de profundidad es notable. El plan vertical, de la que forma parte la fuente, es el telón de fondo: es el primer plano el que debe atraer la atención.
La iluminación de la escena no hace más que confirmarlo: la luz está concentrada en los personajes principales; les ilumina muy particularmente, como si un foco estuviera dirigido sobre ellos. La construcción en su conjunto es muy parecida a la de El columpio. Aquí, se trata, asimismo, de colores vivos empleados para los personajes centrales,y tonos más oscurecidos para la vegetación circundante.

## El tema
El tema del cuadro es también similar, en cierta medida, del El columpio. Se trata de una pareja sentada ante una fuente. El joven es casi alargado; extiende a la boca de la mujer un racimo de uvas. Como en muchos cuadros de Boucher, las caras son infantiles. También es difícil calcular la edad de los personajes. Adoptan una postura lánguida, sus miradas están llenas de ternura. En respuesta al gesto de su compañero, la joven, inmóvil, lo agradece con la mirada.
La escena se desarrolla al borde de un bosque o de un parque. Es difícil decidir categóricamente: las ovejas dejan pensar que un prado no debe estar lejos, mientras que la fuente podría estar en un parque. Ésta está coronada por un jarrón, en cuya parte superior está esculpido un sátiro.